# Kinosternon integrum
Espèce
Synonymes
- Kinosternon rostellum Bocourt, 1876
- Kinosternon guanajuatense Dugès, 1888

Statut de conservation UICN

 LC  : Préoccupation mineure
Kinosternon integrum est une espèce de tortues de la famille des Kinosternidae.

## Répartition
Cette espèce est endémique du Mexique. Elle se rencontre dans les États de Colima, de Durango, de Guanajuato, de Guerrero, d'Hidalgo, de Jalisco, de Michoacán, de Morelos, de Nayarit, d'Oaxaca, de Puebla, de San Luis Potosí, de Sinaloa, de Sonora, de Tamaulipas et de Zacatecas.

## Publication originale
- LeConte, 1854 : Description of four new species of Kinosternum. Proceedings of the Academy of Natural Sciences of Philadelphia, vol. 7, p. 180–190 (texte intégral).